# Arun N. Netravali
Arun N. Netravali (* 26. Mai 1946 in Mumbai, Indien) ist ein indisch-US-amerikanischer Ingenieur.

## Leben
Er wurde bekannt für seine Forschungen im Bereich digitaler Kompression, Signalverarbeitung und HDTV. Er ist Autor von über 170 technischen Papieren, 70 Patenten und drei Büchern in den Bereichen Bildverarbeitung, digitales Fernsehen und Computernetzwerke. Netravali war der neunte Präsident der Bell Laboratories und leitete dort Entwicklung von hochauflösendem Fernsehen sowie anderer digitaler Videotechnologie, außerdem er war CTO und CNA von Lucent.

## Auszeichnungen (Auswahl)
- IEEE Jack S. Kilby Signal Processing Medal im Jahr 2001 (zusammen mit Thomas S. Huang)[1][2]
- IEEE Frederik Philips Award im Jahr 2001[3]
- U.S. National Medal of Technology[4]
- Padma Bhushan[5]
- IEEE Alexander Graham Bell Medal im Jahr 1991 (zusammen mit C. Chapin Cutler und John O. Limb)[6]
- Mitglied der National Academy of Engineering im Jahr 1989[7]
- IEEE Fellow im Jahr 1985[8]
- IEEE Donald G. Fink Prize Paper Award im Jahr 1982 (zusammen mit John O. Limb)[9]